# Phrurolithus connectus
Espèce
Phrurolithus connectus est une espèce d'araignées aranéomorphes de la famille des Phrurolithidae.

## Distribution
Cette espèce est endémique du Colorado aux États-Unis,. Elle a été découverte dans le comté de Boulder.

## Description
La femelle holotype mesure 2,45 mm.

## Publication originale
- Gertsch, 1941 : New American spiders of the family Clubionidae. I. American Museum novitates, no 1147, p. 1-20 (texte intégral).